# Moteur Pantone
 (décembre 2009).
Pour les articles homonymes, voir Pantone.
Le système PMC Pantone ou Gillier-Pantone, breveté en 1998, est un procédé d'injection non conventionnelle du carburant dans des moteurs à combustion interne. PMC sont les initiales de « Processeur Multi-Carburants ».
Ce système n'a jamais été proposé sur des moteurs neufs. Il est proposé en rétrofit sur des moteurs initialement à injection conventionnelle. Sa mise en place est assez simple et ne nécessite pas de connaissances et compétences poussées. Toutefois, il est difficile avec les systèmes d'injection électronique d'installer cette technologie.
Le dispositif pour le système PMC Pantone consiste à vaporiser un mélange d'eau et de carburant en exploitant un système de pulvérisation (cette étape se déroule dans ce qu'on appelle un « bulleur »). Le mélange est ensuite réchauffé en exploitant les gaz d'échappement chauds (cette étape se déroule dans ce qui est nommé un « réacteur endothermique »). Les vapeurs générées sont ensuite mélangées à de l'air neuf avant d'être introduites dans le cylindre où la combustion du carburant s'effectue comme dans un moteur à combustion interne « classique ».
Le dispositif pour le système Gillier Pantone, principalement adapté pour les moteurs Diesel, consiste à générer de la vapeur d'eau. Cette vapeur est ensuite comprimée et chauffée dans le « réacteur endothermique ». Le gaz obtenu ainsi modifié est directement aspiré avec l'air neuf de l'admission du moteur. L'injection en carburant, elle, reste conventionnelle.
Ce système aux principes de fonctionnement très confus n'est pas pris au sérieux hors de cercles marginaux. Quelques petites études ont toutefois été consacrées au sujet, et elles ne trouvent pas d'effet notable.

## Histoire
Paul Pantone (né en 1950 à Détroit et mort le 14 décembre 2015) a proposé de mélanger de l'eau au carburant, de préchauffer ce mélange à l'aide des gaz d'échappement et d'injecter ensuite les vapeurs obtenues dans la chambre de combustion. Ce procédé originel a été déposé sous le brevet no US5794601.

## Explications avancées de son principe de fonctionnement
L'idée de ce moteur est de récupérer l'énergie perdue sous forme de chaleur à l'échappement, pour la réinjecter dans le moteur. D'un point de vue théorique, cela permet d'améliorer le rendement d'une installation. D'un point de vue pratique, cela n'est pas toujours réalisable.
Néanmoins, c'est ce principe qui justifierait les bonnes performances énergétiques de ce système. Mais le manque d'études scientifiques (sérieuses) sur le fonctionnement de ce moteur fait que le fonctionnement précis du procédé de récupération de l'énergie n'est pas connu. Plusieurs explications ont été proposées pour cela :

### Électrolyse de l'eau
Certains avancent qu'une électrolyse de l'eau serait effectuée au sein du « réacteur endothermique », libérant ainsi de l'hydrogène. Cet hydrogène améliorerait le rendement du moteur. Toutefois l'électrolyse nécessite le passage d'un courant électrique. Ici il est difficile de mettre en avant le phénomène physique qui pourrait en être la cause.

### Thermolyse de l'eau
Une explication couramment évoquée est la thermolyse des molécules d'eau qui produirait du dihydrogène H2 qui, se mélangeant avec le carburant, en augmenterait le rendement. Cette explication contrevient à nos connaissances de chimie et de thermodynamique élémentaires car l'eau est plus stable que le dihydrogène et le dioxygène pris séparément. Ainsi, 
2 H2 + O2 → 2 H2O + Q
(où Q est la quantité de chaleur, ou énergie, produite par la réaction)
Si l'on veut pouvoir casser cette molécule d'eau, il faut donc pouvoir lui apporter suffisamment d'énergie ou de chaleur c'est-à-dire,
2 H2O + Q → 2 H2 + O2
avec Q strictement égal au premier
Cette réaction commence à se produire, significativement, pour des températures supérieures à 2 000 °C ; dans les moteurs les plus sollicités à cycle de Beau de Rochas, on n'atteint que 800 °C. En outre, si cette réaction avait réellement lieu, le moteur se désagrégerait très rapidement. En effet, le fer contenu dans l'acier du moteur est nécessaire à la thermolyse de l'eau : sans composé capable de s'oxyder (comme le fer), l'oxygène se recombinerait spontanément avec le dihydrogène pour reformer de l'eau. Dans un moteur contenant du fer ou un de ses alliages, et sous réserve de températures suffisantes, non rencontrées dans les faits, ce phénomène entraînerait sa destruction à court terme du fait de l'oxydation du fer ainsi que l'adsorption du dihydrogène.
La thermolyse de l'eau implique autant d'énergie à fournir pour provoquer la thermolyse que pour provoquer la combustion de l'hydrogène en libérant autant d'énergie : le mouvement perpétuel n'existe pas, que ce soit en chimie ou en physique.

### Vapocraquage
Une autre explication souvent avancée est la possibilité de vapocraquage du carburant. Encore une fois, s'il est possible d'obtenir des carburants à plus haut rendement, le craquage aura consommé une quantité équivalente d'énergie du fait de la loi de conservation de l'énergie.
On ne rencontre ni les temps caractéristiques ni les pressions caractéristiques d'un vapocraquage pour les températures données dans un système Pantone. La forme des fours tient aussi une grande importance dans le produit obtenu après craquage.

### Formation de plasma
Une définition usuelle d'un plasma est « gaz ionisé », c'est-à-dire un gaz constitué de particules chargées. Son existence au sein du moteur est aussi une revendication faite par certains défenseurs du système Pantone. Néanmoins, si cela est vrai, cela n'explique ou n'aide en rien à la formation de dihydrogène.

### Réelle influence de la vapeur d'eau
- Si vous ne connaissez pas le sujet, laissez ce bandeau (vous pouvez alors contacter les auteurs).
- Si vous supprimez le contenu mis en cause (vous pouvez préalablement contacter les auteurs),

argumentez précisément cette suppression dans la page de discussion
(un manque de référence n'est pas un argument ; une recherche réelle de référence doit avoir été effectuée, être formellement documentée).
Une partie du gaz injecté dans la chambre de combustion est de la vapeur d'eau, inerte dans ces conditions de température et de pression (si elle ne l'était pas, elle oxyderait le fer de la paroi et dégraderait le moteur). Elle ne participe pas à sa combustion, n'étant ni carburant ni comburant, et se comporte comme l'azote contenu dans l'air qui ne fait que diluer le mélange détonant.
Cette dilution n'a pour l'instant pas été prouvée, car elle équivaudrait à une diminution de la cylindrée moteur, ce qui ne semble pas possible compte tenu des résultats sur bancs d'essais des moteurs après modifications (plus de couple moteur à vitesse de rotation égale)[réf. nécessaire].
Il s'agit, très vraisemblablement, d'un effet de compression : même si l'eau injectée dans la chambre de combustion est sous forme de vapeur, cette eau repasse par l'état liquide au moment de la descente du piston puisque cette aspiration par le piston refroidit le cylindre. Au moment de la combustion, l'eau se vaporise et augmente donc la pression dans la chambre de combustion.[réf. nécessaire].
Le barbotage (fait de passer un gaz dans un liquide) des gaz d'échappement peut largement expliquer les « bons » résultats du système. En effet, le CO2, comme de nombreux polluants, est facilement absorbé par l'eau (qui devient noire assez rapidement, indice de présence éventuelle d'hydrocarbures). Ainsi, il n'y aurait pas élimination de la pollution, mais un déplacement d'une partie de celle-ci : au lieu de polluer l'atmosphère, on « pollue » cette eau qui est envoyée dans l'admission sous forme de vapeur, le principe de recirculation des gaz est déjà utilisé avec la vanne EGR[réf. nécessaire].
L'eau de barbotage se trouverait rapidement saturée par l’augmentation de la concentration de particules imbrulées dans le réservoir du système, qui, renvoyées dans l'admission d'air rendraient (après une période de « rodage ») toutes mesures des gaz d’échappement strictement identique à celles pratiquées sur un moteur non équipé d'un Pantone[réf. nécessaire].
Sous les conditions de températures et de pression régnant dans le moteur, les réactions d'oxydation sont très importantes en présence d'eau, ce qui réduit la durée de vie du moteur. Cependant, le faible recul sur ces installations ne permet pas d'affirmer qu'ils entraînent un vieillissement prématuré du moteur.

## Une efficacité non démontrée
Deux études comparatives menées sur un tracteur à différents régimes et charges concluent à l'absence de différence de consommation en fonctionnement avec ou sans le « moteur » pantone. 
Le magazine Auto Moto consacre un article en janvier 2005 aux « moteurs » Pantone et résume qu'« en l'absence de résultats positifs, nous sommes obligés de qualifier le Pantone de "bidon", au moins en termes de consommation. ».
Un projet de fin d'étude, démontrerait les effets bénéfiques sur un banc moteur. Mais cette étude est dénoncée pour ses nombreuses lacunes (analyse des gaz farfelue, élément de référence biaisé pour établir le bilan, interprétation inverse à l'observation…) qui remettent complètement en question les résultats obtenus comme l’explique le site de l’Observatoire sur le relais médiatique des enjeux énergétiques (ORMEE).